# Hans Otto von Treskow
Hans Otto von Treskow (* 22. Juni 1692 auf Schloss Niegripp; † 7. März 1756 in Stettin) war ein preußischer Generalmajor, Chef des Infanterieregiments „Anhalt-Zerbst“, Kommandant der Festung Stettin und Domprälat von Cammin.

## Leben

### Herkunft
Seine Eltern waren Otto Hilmar von Tresckow (Treskow) († 1719) und dessen Ehefrau Anna Sabine von der Groeben, eine Tochter von Adam Christoph von der Groeben (1613–1662).

### Militärkarriere
Im Alter von 21 Jahren trat Treskow in die Preußische Armee ein und avancierte bis Mitte März 1713 zum Hauptmann im Infanterieregiment „Anhalt-Zerbst“. Während des Pommernfeldzuges nahm er 1715/16 an der Belagerung von Stralsund teil und stieg bis 1742 zum Oberst auf. Im November 1745 wurde er zum Generalmajor befördert.
Im Ersten Schlesischen Krieg kämpfte er bei der Belagerung von Prag und in der Schlacht bei Hohenfriedberg. Danach kämpfte er in Oberschlesien mit General von Nassau. Im März 1747 wurde er Chef des Infanterieregiments „Anhalt-Zerbst“. Im Januar 1751 erhielt zudem die Präbende von Cammin. Im Oktober 1752 erhielt er die Stelle als Kommandant der Festung Stettin. Im Jahr 1754 suchte wegen seiner Erkrankung seine Entlassung nach und erhielt sie mit einer Pension. Er starb 1756.

### Familie
Treskow war zweimal verheiratet. Zunächst mit einer von Stoß und 1747 heiratete er Johanna Juliane Sophia von Lepel (1714–1770). Sie war die Tochter des Generals Otto Gustav von Lepel und Witwe des Landrats Georg Wilhelm von Schöning. Beide Ehen blieben kinderlos.